# Nesocysta
Nesocysta is een geslacht van wantsen uit de familie van de Tingidae (Netwantsen). Het geslacht werd voor het eerst wetenschappelijk beschreven door George Willis Kirkaldy in 1908.

## Soorten
Het genus is monotypisch en bevat alleen de volgende soort:

- Nesocysta rugata Kirkaldy, 1908